# Спрингфийлд (Илинойс)
Вижте пояснителната страница за други значения на Спрингфийлд.
Спрингфийлд (на английски: Springfield) е град и столица на щата Илинойс в САЩ. Спрингфийлд е с население от 115 668 жители (2005) и обща площ от 156,20 км² (60,30 мили²). Спрингфийлд е основан през 1819 г., а получава статут на град през 1840 г.

## Личности
- Ейбрахам Линкълн, шестнадесетият президент на САЩ

## Побратимени градове
- Киларни, Ирландия
- Филах, Австрия
- Сан Педро, Мексико
- Ашикага, Япония